# 난징 대학살 부인론
난징 대학살 부인론(南京大虐殺否認論)은 중일전쟁 중 일본군이 난징에서 수십만 명의 군인과 민간인을 학살한 난징 대학살이 일어나지 않았거나 크게 과장되었다는 주장이다. 일본 극우파의 역사왜곡의 일종으로 여겨지며 중일관계에 있어서 극도로 민감한 사안으로 남아있다.
난징 대학살 부인론은 난징 대학살에 대한 근거 자료를 중국이나 제2차 세계대전 당시의 연합국이 조작했다고 주장하거나 '난징 사건' 등의 명칭으로 부르면서 희생자 수를 몇만 명 정도로 줄이면서 사건을 축소하려 하는 경우가 많다.
2017년 1월에는 일본의 'APA호텔'에서 난징 대학살을 부정하는 책을 비치해 중국과 마찰을 빚고 재일 중국인들이 항의 시위를 하는 사건이 발생했다.

## 이 보기
- 2005년 반일 시위
- 일본의 반중 정서
- 일본의 역사교과서 문제
- 일본이 공포한 전쟁 사과 성명 목록
- 새로운 역사 교과서를 만드는 모임
- 국수주의 (일본)
- 이시하라 신타로
- 일본이 저지른 전쟁 범죄
- 역사 왜곡